# Куандик
Куанди́к (каз. Қуандық) — село у складі Екібастузької міської адміністрації Павлодарської області Казахстану. Входить до складу Сарикамиського сільського округу.
Населення — 64 особи (2021; 129 у 2009, 103 у 1999, 156 у 1989).
Національний склад станом на 1989 рік:
- казахи — 100 %